# تيم فريمان
تيم فريمان (بالإنجليزية: Tim Freeman)‏ هو سياسي أمريكي، ولد في 1965 في سانتا مونيكا في الولايات المتحدة. حزبياً، نشط في الحزب الجمهوري. وقد انتخب عضو مجلس نواب أوريغون.